# Гибкий механизм

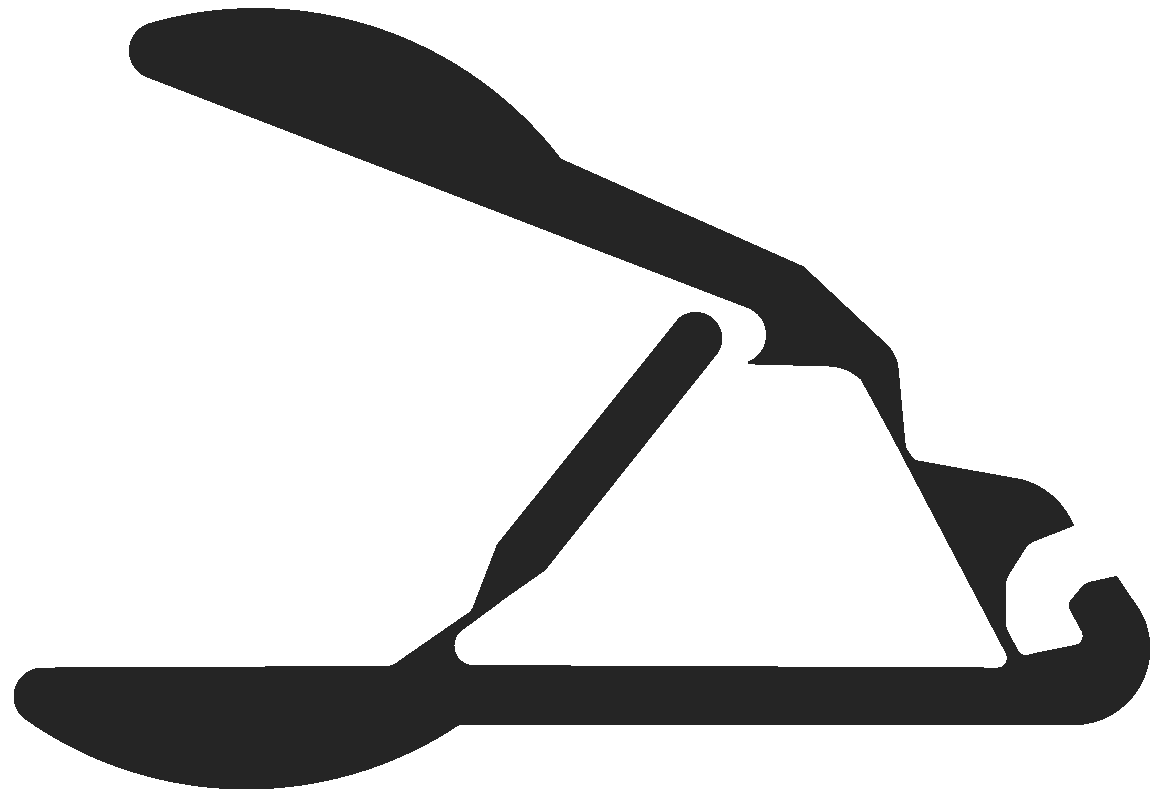
Гибкий механизм плоскогубцев

Гибкий механизм — это упругий механизм, который обеспечивает передачу силы и движения за счёт деформации упругого тела. Он получает часть или все движение за счёт относительной эластичности его элементов, а не только за счёт твердых соединений. Это могут быть монолитные (цельные) или бесшовные структуры. Некоторые распространенные устройства, использующие гибкие механизмы, — это защелки рюкзаков и скрепки. Одним из старейших примеров использования гибких конструкций является лук.

## Методы проектирования
Гибкие механизмы обычно разрабатываются с использованием двух методов:

### Кинематический подход
Кинематический анализ может использоваться для разработки гибкого механизма путем создания псевдожесткой модели механизма. В данной модели гибкие элементы моделируются как жесткие звенья, соединенные с вращающимися соединениями с торсионными пружинами . Другие конструкции можно моделировать как комбинацию жестких звеньев, пружин и демпферов.

### Подход структурной оптимизации
В данном методе вычислительные методы используются для оптимизации топологии структуры. Вносятся ожидаемая нагрузка, желаемое движение и передача силы, и система оптимизируется по весу, точности и минимальному напряжению. Более продвинутые методы сперва оптимизируют конфигурацию базовых соединений, а уже после оптимизируют топологию вокруг данной конфигурации. Другие техники оптимизации сосредотачиваются на оптимизации топологии шарниров изгиба принимая на ввод жесткий механизм и заменяя все жесткие шарниры оптимизированными шарнирами изгиба. Чтобы предсказать поведение конструкции, выполняется конечный анализ напряжения, чтобы найти деформацию и напряжения во всей конструкции.

## Преимущества
Гибкие конструкции часто создаются как замена схожим механизмам, использующим несколько частей. Существует два преимущества использования гибких механизмов:
- Низкая стоимость: Гибкий механизм обычно может быть изготовлен как единая конструкция, что в свою очередь значительно уменьшает количество деталей.[источник не указан 947 дней] Гибкая конструкция, состоящая из одной единственной части, может быть изготовлена с помощью литья под давлением, экструзии, 3D-печати и других методов. Все вышеперечисленное делает производство относительно дешёвым и доступным.[1]
- Более высокая эффективность: Гибкие механизмы не страдают от таких проблем, как люфт и износ поверхности, которые влияют на механизмы, состоящие из нескольких частей. Благодаря использованию гибких элементов, гибкие механизмы могут с легкостью накапливать энергию для её дальнейшего высвобождения или преобразования в иные формы энергии.[1]

## Недостатки
Полный диапазон механизма зависит от материала и геометрии конструкции; из-за природы изгибных соединений, ни один абсолютно гибкий механизм не в состоянии обеспечить непрерывное движение, подобное тому, которое наблюдается в обычном соединении. Кроме того, усилия, прилагаемые механизмом, ограничены нагрузками, которые элементы конструкции могут выдержать без разрушения. Из-за формы изгибных соединений, именно на них приходится большая часть нагрузки. Все вышеперечисленное в сочетании с тем фактом, что данные механизмы склонны совершать циклические или периодические движения, может вызвать ослабление и возможное разрушение конструкции. Кроме того, поскольку часть или вся подводимая энергия сохраняется в конструкции в течение некоторого времени, не вся эта энергия высвобождается обратно по желанию. Однако это может быть желательным свойством для добавления демпфирования в систему.

## Примеры
Некоторые из применений гибких конструкций датируются несколькими тысячелетиями. Одним из древнейших примеров является лук и стрелы. В некоторых конструкциях катапульт также использовалась гибкость рычага для накопления и высвобождения энергии для запуска снаряда на большие расстояния. В наши дни, гибкие механизмы используются во многих областях, таких как адаптивные структуры и биомедицинские устройства. Гибкие мехнаизмы могут быть использованы для создания самоадаптирующихся механизмов, обычно используемых для захвата в робототехнике. Поскольку роботы требуют высокой точности и имеют ограниченный радиус действия, были проведены обширные исследования гибких механизмов для роботов. Одним из основных применений гибкого механизма является микроэлектромеханические системы. Преимущества микроэлектромеханических систем заключаются в отсутствии необходимости сборки простой плоской форме конструкции, которую можно легко изготовить с помощью фотолитографии.
Одним из примеров является гибкий привод или упругий привод, часто используемый для соединения электродвигателя с машиной при помощи муфты (например, насосом). Привод состоит из резинового вкладыша турбомуфты, зажатого между двумя металлическими запорными устройствами. Одно такое устройство крепится к валу привода, а другое устройство к валу насоса. Гибкость резиновой части компенсирует любое незначительное смещение между двигателем и насосом.

## Галерея

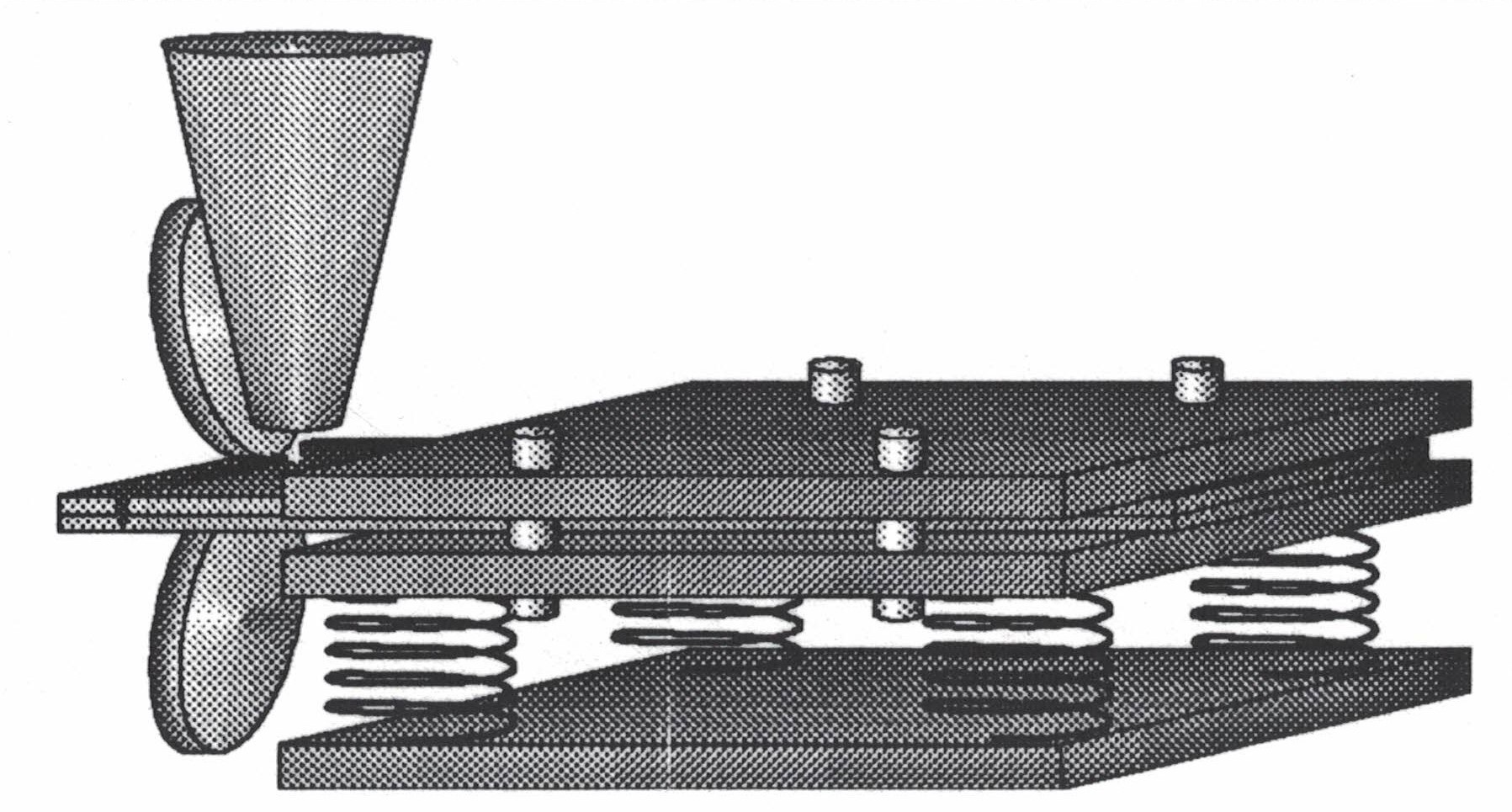
Робот для лазерной сварки располагает заготовки для работы с помощью гибкого механизма между столом и креплением.
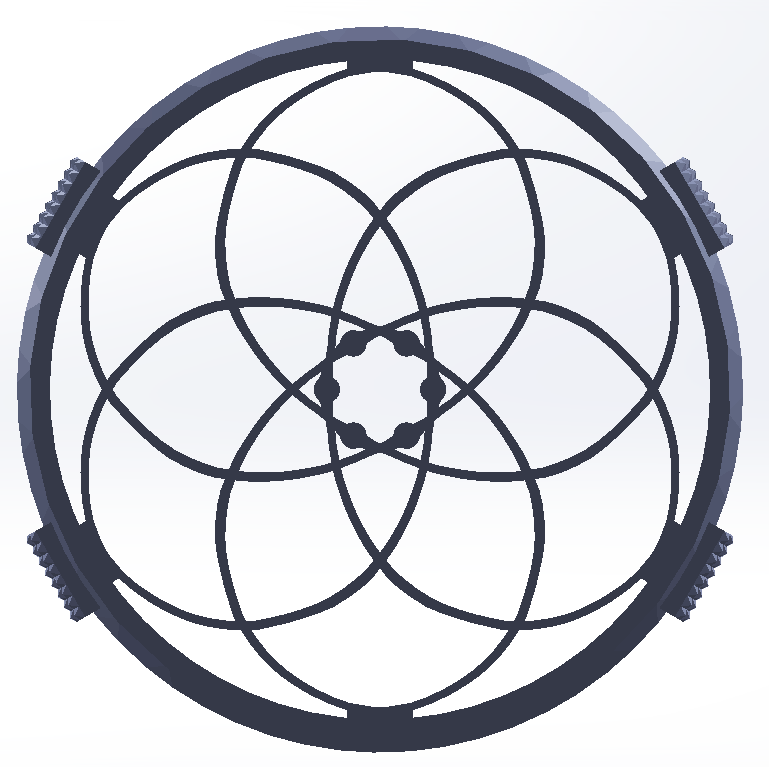
Закрытый гибкий механизм Iris
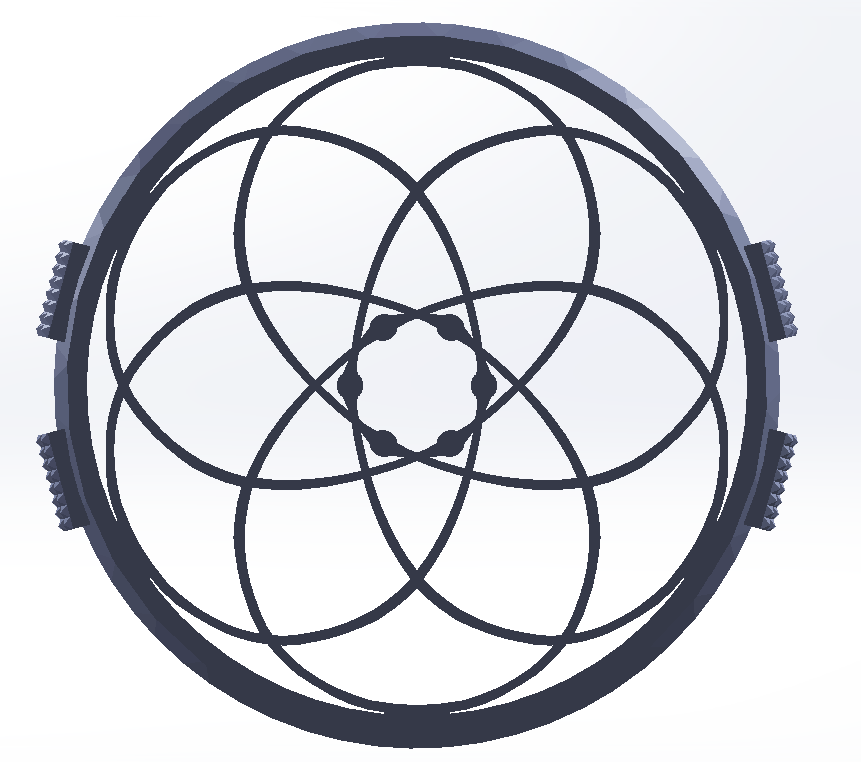
Открытый гибкий механизм Iris
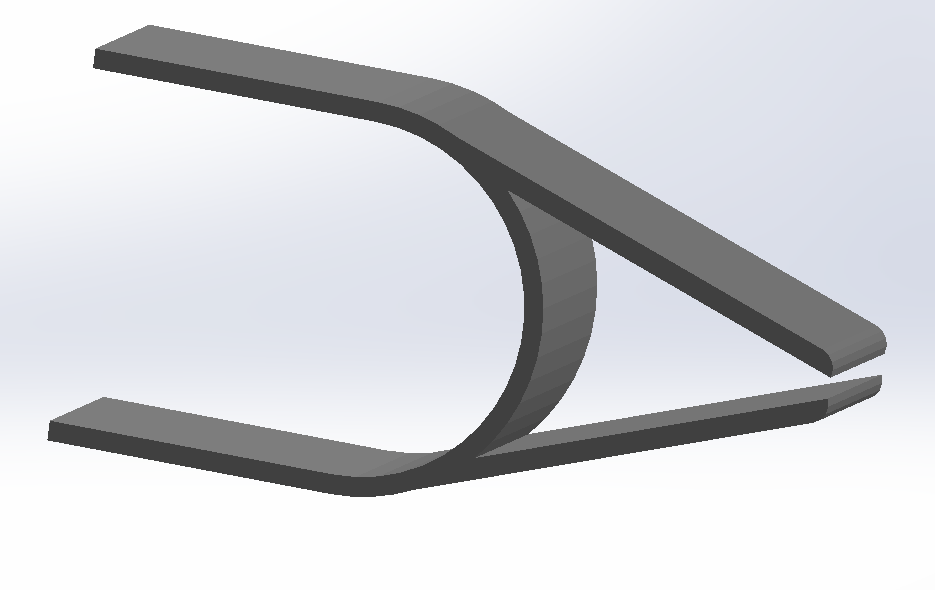
Гибкий зажим
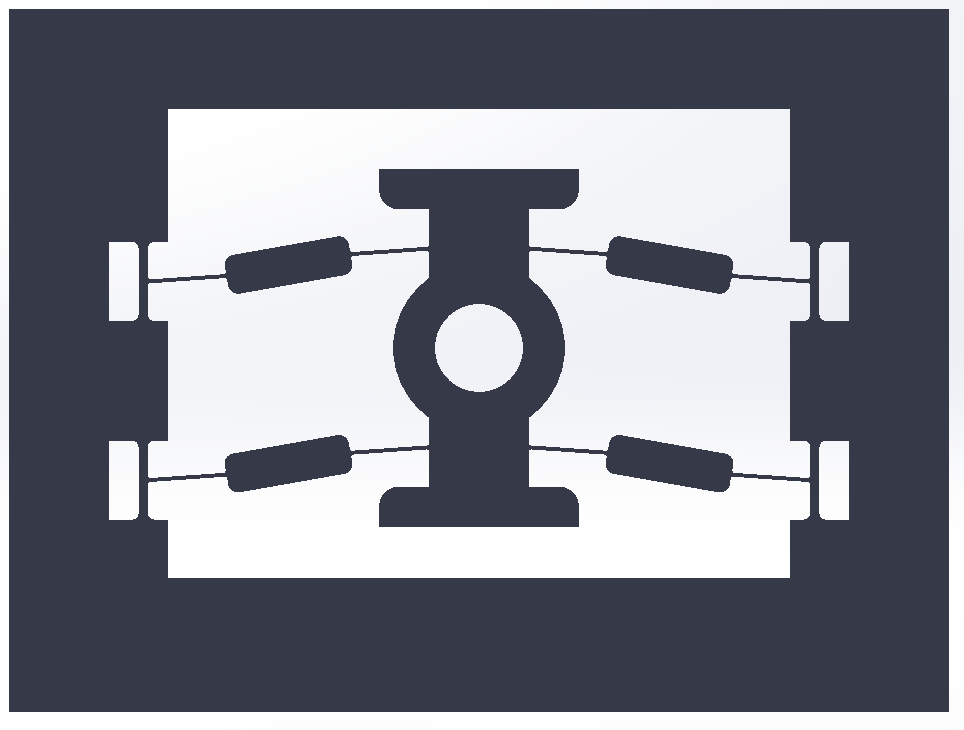
Бистабильный гибкий механизм переключения